# Pfaffschwende
Pfaffschwende – miejscowość i gmina w Niemczech, w kraju związkowym Turyngia, w powiecie Eichsfeld, wchodzi w skład wspólnoty administracyjnej Ershausen/Geismar.

## Współpraca
Miejscowość partnerska:
- Windhagen, Nadrenia-Palatynat